# Susanne Werner (Fußballspielerin)
Susanne Werner (* 28. Februar 1991) ist eine ehemalige deutsche Fußballspielerin.

## Karriere
Die Stürmerin begann ihre Karriere beim SV Upsprunge, einem Verein aus Salzkotten im Kreis Paderborn. Im Jahre 2008 wechselte sie zum Herforder SV, der gerade in die Bundesliga aufgestiegen war. Ihr Bundesligadebüt gab Susanne Werner am 7. September 2008 bei der 1:3-Niederlage der Herforderinnen beim MSV Duisburg. Am Ende der Saison 2008/09 stieg der Herforder SV als Vorletzter ab. Susanne Werner absolvierte sieben Bundesligaspiele, in denen sie ohne Torerfolg blieb. Am Saisonende kehrte Werner zum SV Upsprunge zurück und stieg mit ihrer Mannschaft im Jahre 2011 in die Landesliga auf. Im Jahre 2018 legte sie eine Pause ein, bevor sie sich im Januar 2019 dem Landesligisten TuS Sennelager aus Paderborn anschloss. Im Sommer 2022 folgte dann der Wechsel zum Regionalligisten Arminia Bielefeld. Vom 27. August 2022 (1. Spieltag) bis zum 26. März 2023 (18. Spieltag) bestritt sie 17 Punktspiele, in denen sie elf Tore erzielte. Nach einem erlittenen Kreuzbandriss musste sie ihre Spielerkarriere beenden.
Susanne Werner absolvierte Länderspiele für die U17-Nationalmannschaft. Neben dem Fußball spielt sie Futsal für den UFC Paderborn und gewann im Jahre 2019 mit dem UFC den westdeutschen Pokal. Hauptberuflich arbeitet Susanne Werner als Product Marketing Manager.